# Ruth Handforth
Ruth Handforth (née le 11 juillet 1882 à Springfield, Massachusetts, États-Unis et morte le 10 septembre 1965 à Los Angeles, États-Unis), est une actrice américaine de cinéma.

## Filmographie
- 1915 : The Ever Living Isles
- 1916 : Going Straight (en)
- 1916 : Intolérance de D. W. Griffith
- 1916 : The Little Liar
- 1917 : The Fair Barbarian
- 1918 : The Wild Strain
- 1918 : The Atom
- 1919 : The Siren's Song
- 1920 : A Slave of Vanity
- 1923 : Long Live the King
- 1926 : The Boy Friend (en)
- 1926 : Honeymoon Hospital
- 1927 : Closed Gates
- 1927 : The Cruel Truth
- 1931 : Waterloo Bridge